# کلوت (تگزاس)
کلوت، تگزاس(به انگلیسی: Clute, Texas) شهری در ایالت تگزاس از ایالات جنوبی ایالات متحده آمریکا است. در سرشماری سال ۲۰۰۰، جمعیت این شهر ۱۰۴۲۴ نفر اعلام شد.